# Тернопільський обласний художній музей
Тернопільський обласний художній музей (ТОХМ) — один з музеїв Тернополя, розташований у північно-центральній частині міста, на вулиці Соломії Крушельницької 1.

## Історія
Художній музей має давню історію. Його родовід починається від Регіонального Подільського Музею, відкритого 13 квітня 1913 року в чотирьох залах Товариства Народних Шкіл (Towarzystwo Szkół Ludowych, ТНШ, TSL) на вул. Стефана Качали. Засновником музею був польський професор Станіслав Сроковський, довголітній голова управи ТНШ. Він також опрацював перший путівник по музею. Серед експонатів музею були твори професійного малярства і пластики, килими і вишивки, монети, оригінальні документи. Під час Першої Світової війни росіяни знищили колекцію.
Зруйноване приміщення було відновлене у 1925 році. Музейна збірка мала регіональний характер і складалася з 4-х розділів: історичного, етнографічного, сучасного мистецтва (художні промисли) та природничого.
Друге відкриття музею відбулося 9 листопада 1930 року. Тоді ж видано другий путівник по музею.
Восени 1939 року Регіональний Подільський Музей нова влада реорганізувала у Тернопільський історико-краєзнавчий музей. Фонди музею поповнилися багатьма творами мистецтва Західної Європи XVII–XIX ст.ст. з націоналізованих колекцій графів Потоцьких і Козєбродських.
Після Другої Світової війни музей відновив свою діяльність 15 липня 1945 року.
На початку 1960-х рр. музейна збірка поповнилася іконами, стародруками, різьбою, в тому числі барельєфами Йогана Георга Пінзеля з Бучача.
Збірка творів Краєзнавчого музею склала основу Картинної галереї, відкритої 6 травня 1978 року.
у колишньому Домініканському костелі. Значну допомогу в організації галереї надали провідні музеї України та Дирекція Художніх виставок СХУ. Завідував нею Ігор Герета, який підготував путівник (Львів, 1981).
У січні 1986 року Картинну галерею перевели у нинішній павільйон-прибудову до житлового будинку. Його приміщення пристосували під виставкові зали.
Власне Тернопільський обласний художній музей було засновано 1 травня 1991 року на базі колишньої Картинної галереї, одного з відділів Краєзнавчого музею. Фактично він почав діяти від 1 червня того ж року.
Першу виставку — творів Андрія Петрика (1919–1990) — було відкрито 9 серпня того ж (1991) року. А у жовтні відкрилася постійно-діюча експозиція творів українського і зарубіжного мистецтва.

## Діяльність, експозиція та фонди
Діяльність Тернопільського обласного художнього музею спрямована на науково-дослідну фондову, просвітницьку (екскурсійну і лекційну), експозиційно-виставкову, методичну і реставраційну роботи.
Музейна збірка станом на 1 січня 2009 року становить 8 011 експонатів, у тому числі живопису — 765, графіки — 6965, скульптури — 140, декоративно-ужиткового мистецтва — 141.
Окремі фонди складають картини, гравюри та архівні матеріали Андрія Петрика, Діонізія Шолдри, Антона Малюци, екслібриси з приватної колекції професора Еммануїла Бергера.
Постійна експозиція побудована за історико-хронологічним принципом і представляє мистецтво України та країн Західної Європи. Серед визначних експонатів українського мистецтва — ікони XVII–XIX століть, різьба І. Пінзеля та А. Осинського, парсунні портрети, стародруки з гравюрами XVIII століття.
У 1993–1995 роках у музеї працював митець і реставратор із Нью-Йорка, уродженець Тернополя Діонізій Шолдра, який передав для музею 50 картин і заклав основи реставраційної справи. У вересні 1998 року відкрито Меморіальний зал Д. Шолдри, в якому експонуються твори, фотографії і документи, реставраційні інструменти і матеріали, особисті речі митця.